# Ailurus styani
Panda roux de Styan, Petit panda de Styan
Espèce
Synonymes
- Ailurus fulgens styani Thomas, 1902 [1]

Ailurus styani, le Panda roux de Styan ou Petit panda de Styan, est une espèce de mammifères arboricoles de la famille des Ailuridae, originaire du Sud-Ouest de la Chine et du Nord de la Birmanie. Longtemps considérée comme une sous-espèce d’Ailurus fulgens, elle est désormais reconnue comme une espèce distincte sur la base de données génétiques et morphologiques.

## Description
Le Panda roux de Styan reste dans l’ensemble relativement comparable au Petit panda (Ailurus fulgens), notamment par le faux pouce lui permettant de saisir du bambou. La longueur tête-corps est estimée d’une cinquantaine à 65 cm de longueur, la queue atteint une trentaine à une cinquantaine de centimètres, pour un poids variant entre 4 et 6 kg, les mâles étant généralement plus lourds que les femelles. L’espèce se distingue par un crâne nettement plus grand, un front plus bombé, l’arcade zygomatique est plus large et la dentition plus robuste,,.
Vivant dans des latitudes plus froides, sa fourrure est également plus dense d’une longueur de 7 cm et d’une teinte d’un rouge plus sombres et plus brillant. Le masque facial blanc sur la face est également moins marqué,,.

### Activité
Le panda roux de Styan est un animal solitaire, crépusculaire, arboricole et discret.
Le bambou constitue la principale source alimentaire. Les espèces les plus importantes sur le plan nutritionnel proviennent des genres bambous du genre Chimonocalamus, Phyllostachys et Thamnocalamus. Les espèces à forte valeur nutritive, comme le Chimonobambusa tumidissinoda et le Arundinaria fargesii, ainsi que les jeunes pousses, sont préférées. Le régime inclut également des lichens, racines, petits vertébrés, œufs d’oiseaux et insectes.

### Reproduction
La reproduction a lieu en hiver (janvier–mars). La gestation dure environ 135 jours, avec possibilité de diapause embryonnaire. La femelle met bas entre un et quatre petits (généralement un ou deux), qui sont sevrés vers l'âge de 6 à 8 mois.

## Répartition et habitat

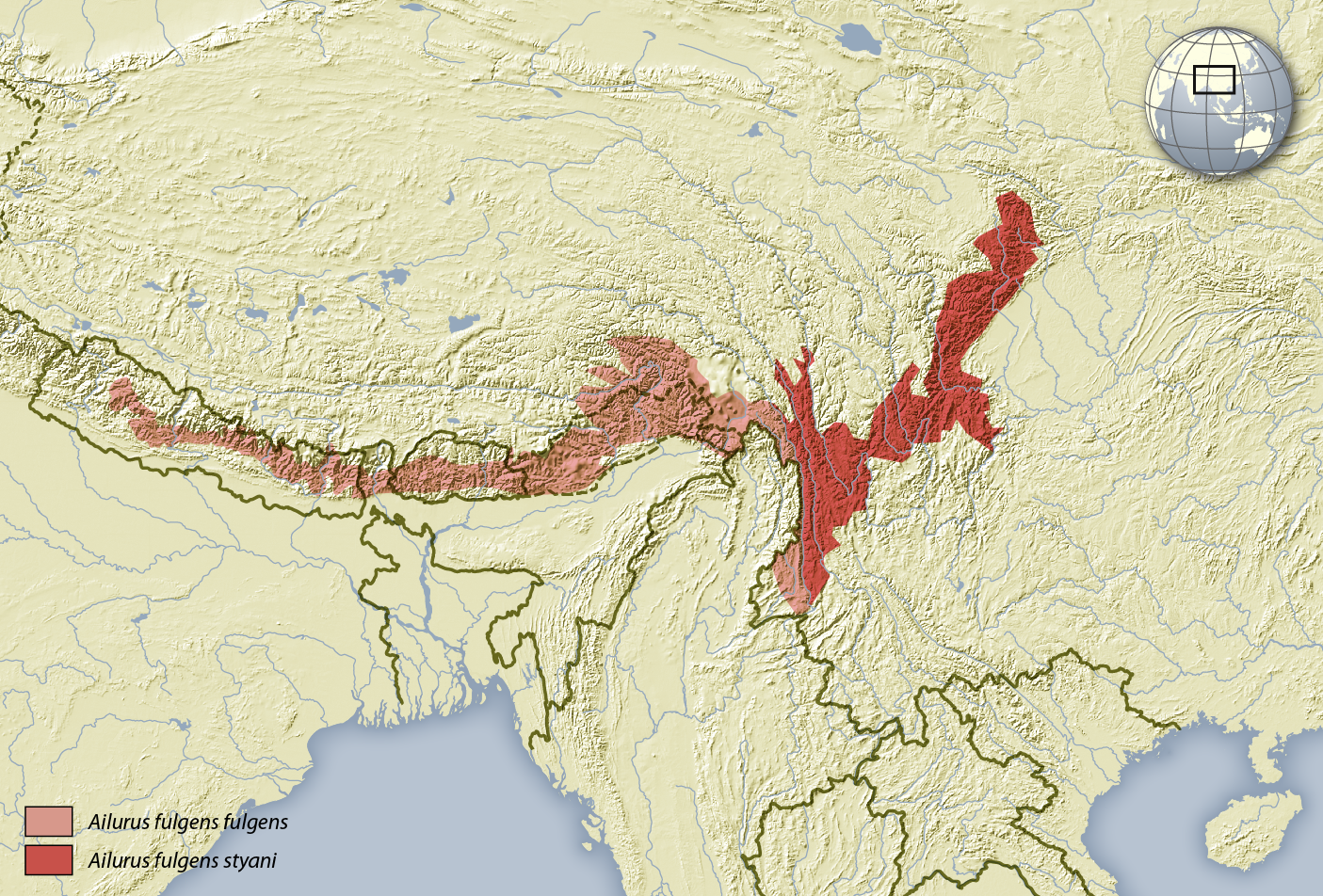
En rouge foncé, la répartition du Panda de Styan.

Cette espèce se rencontre en Chine (dans les provinces du Sichuan et du Yunnan) et dans le Nord de la Birmanie. Elle vit dans les forêts mixtes tempérées situées entre 2 200–4 800 m. L’orientation nord-sud des chaînes montagneuses dans cette région rend son habitat particulièrement pluvieux. Ces forêts sont dominées par les hêtres, les chênes et les noyers. Le sous-bois dense est riche en bambouseraies, troncs abattus, souches et arbustes, permettant aux animaux de grimper pour atteindre les feuilles de bambou. D’autres mammifères partagent son habitat, tel que le Dhole, l’Ours à collier, la Martre à gorge jaune et le Léopard. Au nord de son aire de répartition, on trouve également le Panda géant. Parmi les oiseaux, on note une abondance de Phasianidés, Grives et Gobemouches.
Dans la réserve naturelle de Wolong et la réserve voisine de Fengtongzhai, les territoires de plusieurs individus étudiés couvraient entre 0,94 et 3,43 km2, et leur distance quotidienne parcourue variait de 235 à 460 m

## Dénominations
- Nom scientifique valide : Ailurus styani (Thomas, 1902)[10].
- Nom vernaculaire normalisé chinois : 中華小熊貓, Zhōnghuá xiǎo xióngmāo, « petit panda de Chine ».
- Noms normalisés anglais : Styan red panda.
- Noms vulgaires : Panda roux de Styan[2],[6], Petit panda de Styan[11],[12].

## Conservation

### Effectif
Les effectifs de Ailurus styani sont estimés à environ 6 000 à 7 000 individus, principalement répartis entre le Sichuan (~3 000–3 400) et le Yunnan (~1 600–2 000). On observe un déclin global de près de 50 % en 18 ans. Les causes principales sont la perte d’habitat, la fragmentation forestière et le braconnage.

### Statut de conservation
Elle est présente dans plus de quarante aires protégées en Chine. Entre 1960 et 2009, la population de pandas roux de Styan a chuté de près de 40 % en Chine, disparaissant des provinces de Guizhou, Gansu, Shaanxi et Qinghai, principalement en raison de la perte et de la fragmentation de leur habitat dues à la déforestation, la construction de routes, les incendies de forêt et le braconnage. L’espèce, encore classée comme une sous-espèce, est classée en danger (EN) par l’UICN. Dans certaines régions, les habitants fabriquaient autrefois des chapeaux avec leur fourrure, considérés comme des talismans porte-bonheur pour les jeunes mariés,. Aujourd’hui, l’espèce est recensée dans 43 aires protégées en Chine et bénéficie d’une protection légale.

### Conservationex situ
Le panda roux de Styan est activement élevé en captivité, notamment au Chengdu Research Base. Des configurations sociales influencent la réussite de la reproduction : la polyandrie semble associée à des échecs de naissance, tandis que les groupes polygynes ou multijuvéniles sont plus efficaces. Le taux de survie des petits varie entre 25 % et 76 %.
Un plan mondial (Global Species Management Plan 2020–2025) a été lancé pour coordonner les efforts ex situ.

## Ailurus styaniet l'Homme
Localement, l’animal est valorisé symboliquement. Certaines populations (par exemple les Yi du Yunnan) l’ont utilisé dans des traditions textiles. Le Chengdu Panda Base le présente comme ambassadeur de la conservation forestière en Chine. Des campagnes de sensibilisation l’emploient dans les écoles et musées régionaux.[réf. nécessaire]

## Systématique
L’espèce a été initialement décrite en 1902 comme une sous-espèce, sous le protonyme Ailurus fulgens styani, par le zoologiste britannique Oldfield Thomas sur la base d’un crâne et d’une peau collecté au Sichuan par Frederick William Styan (en). Il est initialement classé comme espèce, puis rétrogradé au rang de sous-espèce durant tout le XXe siècle.
Dans un premier temps, le mammalogiste Colin Groves a proposé en 2010, dans une monographie sur les pandas roux, de reconnaître les deux sous-espèce comme des espèces distinctes. Mais ce n'est qu'à la suite de l'étude génomique de Hu et al. en 2020 que ce taxon devient une espèce à part entière sous le nom binominal d’Ailurus styani, marquant ainsi un tournant en révélant deux lignées distinctes. L’étude, basée sur 65 génomes, montre une divergence de ~250 000 ans entre Ailurus styani et Ailurus fulgens. Des différences claires d’haplotypes mitochondriaux, des marqueurs microsatellites distincts et une absence de flux génétique récent soutiennent la séparation. Les deux espèces auraient été isolées il y a environ 220 000 ans à la suite de la glaciation de la pénultième période glaciaire, et se différencient tant sur le plan génétique, morphologique que chromatique. La frontière entre leurs aires de répartition pourrait être le fleuve Brahmapoutre ou la rivière Salouen,,,.

### Étymologie
Son épithète spécifique, styani, lui a été donnée en l'honneur de Frederick William Styan, marchand de thé et naturaliste anglais (1838-1934) qui a collecté le spécimen type.

### Publication originale
- (en) Oldfield Thomas, « On the Panda of Sze-chuen », Annals and Magazine of Natural History, Londres, 7e série, vol. 10, no 57,‎ septembre 1902, p. 251-252 (ISSN 0374-5481, DOI 10.1080/00222930208678667, lire en ligne, consulté le 5 juillet 2025).